# Animationsfysik
Animationsfysik er en humoristisk henvisning til at et ofte gentaget element i animationsfilm, er at fysikkens love bliver sat ud af kraft for at opnå en humoristisk effekt. Eksempelvis når en figur i en tegnefilm løber ud over en klippe, uden at blive påvirket af tyngdekraft, før det bliver bemærket.